# KNU oNEW
KNU oNEW（ケーエヌユー・オニュー）は、日本の女性アイドルグループ。KNUは巨乳（KyoNyuU）から。

## 概要
「胸の大きなアイドル」をコンセプトに、女性を集めたアイドルグループ。2010年6月から募集・オーディションを開始し、2010年8月のプロフィール撮影にてメディア発表を行った。
当初は「23歳になったらアイドル卒業」というアングルから「KNU23（ケーエヌユー・トゥエンティスリー）」というグループ名であったが、2012年1月より語尾の数字がなくなりKNUとして活動。
2018年6月24日に新宿BLAZEで行われたラストワンマンライブにより活動終了。
2019年1月26日・27日に横浜・大さん橋ホールで開催されたJAPAN BREWERS CUP 2019において、卒業時の8人で限定復活しライブを行った。
2019年10月6日に渋谷キャメロットで開催されたオールスターDDP感謝祭において、かなぷぅ、まりーな、ちいちゃん、れぇれぇの4人で限定復活しライブを行った。
2020年1月25日・26日に横浜・大さん橋ホールで開催されたJAPAN BREWERS CUP 2020において、卒業時の7人ともかぴんで限定復活しライブを行った。
2021年7月13日、「KNU oNEW（ケーエヌユー・オニュー）」と称して再開されることが予告された。7月27日に新メンバーが発表され、8月22日に鶯谷の東京キネマ倶楽部で開催された対バンライブ「GIRLS×GIRLS×GIRLS ~KNU oNEW お披露目Night!~」より活動を開始した。
2021年10月20日、八木咲音里、橋村依里南、国友愛佳が追加メンバーとして加入することが予告され、10月23日に品川ザ・グランドホールで開催されたGIRLS BOX VOL.185より8人体制で活動を開始した。
2022年5月19日、璃乃が追加メンバーとして加入することが予告され、6月14日にGOTANDA G4で開催されたKNUoNEW主催ライブより9人体制で活動を開始した。
2022年7月31日、樹智子と椎名あきが卒業を表明、8月25日にGOTANDA G4で開催された定期公演を以て卒業、7人体制になる。
2022年10月31日、橋村依里南が同日付での卒業を表明、6人体制になる。個人の仕事が忙しくKNUoNEWのライブ活動を欠席することが多くなり、今後のスケジュール調整も難しくなるためとしている。
2022年11月17日、渋谷クロスFMにて冠番組「KNUoNEWのお乳なキモチ」初回放送。
2022年11月26日、KNUoNEWの新メンバーを公募。
2022年12月13日、KNUoNEW present●●『IDOL GENERATION LIVE』にて副島美咲が卒業を表明、2023年1月29日の代々木ミューズ・モード音楽院で卒業公演を行い、5人体制になる。
2023年2月1日、KNUoNEW楽曲のサブスクリプション配信を開始。
2023年3月4,5日、横浜ハンマーヘッドCIQホールで開催されたJAPAN BREWERS CUP 2023にKNU oNEWとして初めて参加した。。
2023年3月30日、ニコニコ動画のニコジョッキー初回配信。
2023年4月1日、エイプリルフール企画として当日限定でKNUoKYUNおよびKNUoYEAH★に改称。
2023年8月1日、山下凛が追加メンバーとして加入することが予告され、8月8日にGOTANDA G4で開催されるKNUoNEW主催ライブより6人体制で活動を開始した。
2023年10月5日、現体制終了のお知らせが発表され、伊藤なのか、八木咲音里、川島愛里沙、国友愛佳、璃乃の卒業が発表された。山下凛はグループに残り継続となった。
。
2023年12月21日、「KNUoNEWのお乳なキモチ」終了。
2023年12月30日、現体制の最終公演が開催された。。
2024年5月5日、新メンバーとして南向日葵が加入。KNUのメンバーが増えるまで当面は山下と共にひろぷらす+を兼務する。しかし7月中旬から体調不良のため7月19日をもってひろぷらす＋およびKNUを卒業。
2025年2月9日、横浜ハンマーヘッドCIQホールで開催されたJAPAN BREWERS CUP 2025において、初代の卒業時の8人＋武下もかの9人で5年ぶりに限定復活しライブを行った。またラスト2曲は現メンバーの山下凛も加わり、最初で最後の現メンバーとのコラボライブとなった。
2025年3月29日、山下凛がひろぷらす＋を卒業したことでグループは活動休止状態にある。

## メンバー

### 元メンバー
| 名前       | よみ            | 色       | 生年月日               | 出身地   | 愛称       | 加入時期       | 卒業・脱退時期 | 卒業・脱退時点の 所属事務所 | 身長 | バスト | ウエスト | ヒップ | 血液型 | 備考                                                  |
| ---------- | --------------- | -------- | ---------------------- | -------- | ---------- | -------------- | -------------- | --------------------------- | ---- | ------ | -------- | ------ | ------ | ----------------------------------------------------- |
| 樹智子     | いつき ともこ   | 緑       | 1993年4月13日（32歳）  | 広島県   | ともこむ   | 2021年8月22日  | 2022年8月25日  | リップ                      | 164  | 89(G)  | 62       | 92     | O      |                                                       |
| 椎名あき   | しいな あき     | 紫       | 1995年2月8日（30歳）   | 千葉県   | しーな     | 2021年8月22日  | 2022年8月25日  | リップ                      | 162  | 90(G)  | 59       | 88     | A      | 2022年3月までジャナドル兼務                           |
| 橋村依里南 | はしむら いりな | 白       | ????年1月4日           | 長崎県   | はしこ     | 2021年10月23日 | 2022年10月31日 | ―                           | 168  | 95(H)  | 63       | 93     | AB     |                                                       |
| 副島美咲   | そえじま みさき | 青       | 1993年10月19日（31歳） | 埼玉県   | そえるん   | 2021年8月22日  | 2023年1月29日  | ミューズエンタープライズ    | 167  | 87(F)  | 60       | 86     | O      |                                                       |
| 伊藤なのか | いとう なのか   | ピンク   | 1993年9月11日（31歳）  | 兵庫県   | なのたん   | 2021年8月22日  | 2023年12月30日 | ヒロプロジェクト            | 159  | 85(F)  | 60       | 84     | A      | 2022年6月までWALK所属                                 |
| 川島愛里沙 | かわしま ありさ | 黄       | 1994年3月24日（31歳）  | 北海道   | ありんぬ   | 2021年8月22日  | 2023年12月30日 | ナインズプロモーション      | 162  | 90(G)  | 59.5     | 96     | A      | 2022年3月までジャナドル兼務、2023年10月までリップ所属 |
| 八木咲音里 | やぎ さおり     | 赤       | 1993年4月10日（32歳）  | 茨城県   | さおちゅ   | 2021年10月23日 | 2023年12月30日 | プリュ                      | 154  | 87(E)  | 58       | 88     | O      |                                                       |
| 国友愛佳   | くにとも あいか | オレンジ | ????年4月30日          | 群馬県   | あいかつん | 2021年10月23日 | 2023年12月30日 | プリュ                      | 163  | 91(F)  | 60       | 91     | A      |                                                       |
| 璃乃       | りの            | 水色     | 1993年6月24日（31歳）  | 群馬県   | おしりーの | 2022年6月14日  | 2023年12月30日 | OZ ENTERTAINMENT            | 162  | 86(E)  | 60       | 96     | A      | 2024年6月29日に引退                                   |
| 南向日葵   | みなみ ひまわり | 黄       | ????年8月5日           | 神奈川県 | ???        | 2024年5月5日   | 2024年7月19日  | ???                         | ???  | ???    | ???      | ???    | ?      | ひろぷらす+兼務                                       |
| 山下凛     | やました りん   | 白       | ????年1月18日          | 大阪府   | りんりん   | 2023年8月8日   | 2025年3月29日  | ヒロプロジェクト            | ???  | ???    | ???      | ???    | ?      | ひろぷらす+兼務                                       |

## KNU時代メンバー

### 活動終了時メンバー
| 名前       | よみ              | 生年月日               | 出身地   | 愛称       | 加入時期 | 所属事務所                    | 身長 | バスト | ウエスト | ヒップ | 血液型 | 備考                   |
| ---------- | ----------------- | ---------------------- | -------- | ---------- | -------- | ----------------------------- | ---- | ------ | -------- | ------ | ------ | ---------------------- |
| 寿エリカ   | ことぶき えりか   | 1992年11月21日（32歳） | 東京都   | エリカ氏   | 1期      | スターブリッジ プロモーション | 163  | 88(G)  | 57       | 88     | A      |                        |
| 北条佳奈   | ほうじょう かな   | 1988年9月17日（36歳）  | 岩手県   | かなぷぅ   | 1期      | ヒロプロジェクト              | 156  | 87(F)  | 60       | 89     | O      | VIC:CESS にも 多重在籍 |
| 山咲まりな | やまさき まりな   | 1987年9月26日（37歳）  | 埼玉県   | まり〜な   | 1期      | ヒロプロジェクト              | 167  | 93(H)  | 59       | 90     | B      |                        |
| 東條詩織   | とうじょう しおり | 1994年9月24日（30歳）  | 千葉県   | しおりん   | 2期      | ヒロプロジェクト              | 157  | 88(F)  | 62       | 86     | A      |                        |
| 長澤ちはる | ながさわ ちはる   | 1994年4月26日（31歳）  | 神奈川県 | ち〜ちゃん | 3期      | ヒロプロジェクト              | 165  | 90(G)  | 60       | 90     | O      |                        |
| 井上貴惠   | いのうえ きえ     | 1987年12月28日（37歳） | 長野県   | きえたん   | 4期      | STARSIGN PRO                  | 150  | 86(G)  | 53       | 80     | AB     |                        |
| 大久保れぇ | おおくぼ れぇ     | 1993年1月22日（32歳）  | 静岡県   | れぇれぇ   | 5期      | ヒロプロジェクト              | 157  | 92(F)  | 61       | 91     | O      |                        |
| 岡村めぐみ | おかむら めぐみ   | 1991年11月14日（33歳） | 東京都   | おかめ     | 6期      | ヒロプロジェクト              | 163  | 92(H)  | 63       | 90     | A      |                        |

### 元メンバー
| 名前       | よみ            | 生年月日               | 出身地   | 愛称           | 加入時期 | 所属事務所                                      | 身長 | バスト | ウエスト | ヒップ | 血液型 | 備考                  |
| ---------- | --------------- | ---------------------- | -------- | -------------- | -------- | ----------------------------------------------- | ---- | ------ | -------- | ------ | ------ | --------------------- |
| 相原乃依   | あいはら のい   | 1989年2月22日          | 静岡県   | のいちぃ       | 1期      | ヒロプロジェクト                                | 165  | 88(G)  | 56       | 86     | A      | 2013年11月、卒業      |
| 安達えりか | あだち えりか   | 1989年9月14日          | 宮崎県   |                | 1期      |                                                 | 160  | 95(G)  | 60       | 90     | B      |                       |
| 磯部舞奈   | いそべ まいな   | 1990年1月10日          | 山口県   |                | 1期      |                                                 | 161  | 95(H)  | 60       | 92     | A      |                       |
| 上田ひな   | うえだ ひな     | 1987年8月31日          | 岐阜県   |                | 1期      |                                                 | 164  | 90(G)  | 56       | 88     | A      | 上田レナの姉          |
| 上田レナ   | うえだ れな     | 1989年6月29日          | 岐阜県   |                | 1期      | NASAエンターテインメント                        | 164  | 85(G)  | 56       | 82     | B      | 上田ひなの妹          |
| 木村真帆   | きむら まほ     | 1993年10月30日         | 東京都   | まほにゃん     | 1期      | イアラ                                          | 165  | 90(F)  | 59       | 87     | B      | 2014年1月、卒業       |
| 楠木ひかり | くすのき ひかり | 1992年5月27日          | 富山県   | ぴかりん       | 1期      | CTU プロダクション事業部フォーシーズンズ        | 159  | 90(H)  | 59       | 89     | B      |                       |
| 桜井真紀   | さくらい まき   | 1987年9月25日          | 東京都   |                | 1期      |                                                 | 142  | 80(G)  | 54       | 79     | B      |                       |
| 早月れい   | さつき れい     | 1990年2月6日           | 東京都   | れいちぇる     | 1期      |                                                 | 158  | 86(G)  | 59       | 85     | B      | 2011年9月、卒業       |
| 涼本めぐみ | すずもと めぐみ | 1990年3月30日          | 岡山県   | すずもん       | 1期      | スターブリッジプロモーション                    | 153  | 93(H)  | 58       | 87     | O      | 2014年9月、解雇       |
| 瀬戸ありさ | せと ありさ     | 1990年5月19日          | 広島県   | ありちゃんマン | 1期      |                                                 | 165  | 88(G)  | 59       | 88     | A      | 2011年3月、卒業       |
| 滝沢えな   | たきざわ えな   | 1993年7月15日          | 東京都   | えなち         | 1期      |                                                 | 155  | 88(G)  | 60       | 87     | ?      | 2011年12月、卒業      |
| 永山久美子 | ながやま くみこ | 1988年11月26日         | 福島県   | くみりん       | 1期      |                                                 | 163  | 89(G)  | 60       | 85     | O      |                       |
| 新田夏鈴   | にった かりん   | 1987年8月12日          | 埼玉県   | にっかり       | 1期      | サラエンタテインメント                          | 161  | 85(G)  | 58       | 85     | O      | 2013年5月、脱退、引退 |
| 福沢真由子 | ふくざわ まゆこ | 1987年11月1日          | 愛知県   |                | 1期      |                                                 | 158  | 92(G)  | 58       | 88     | O      |                       |
| 宝来あかね | ほうらい あかね | 1987年1月16日          | 東京都   | あかねちん     | 1期      |                                                 | 154  | 86(G)  | 57       | 87     | O      | 2011年10月、卒業      |
| 丸山莉奈   | まるやま りな   | 1990年5月18日          | 神奈川県 | リーダー       | 1期      |                                                 | 165  | 93(G)  | 62       | 90     | B      |                       |
| 南紗椰     | みなみ さや     | 1987年6月15日          | 兵庫県   |                | 1期      |                                                 | 163  | 85(G)  | 59       | 89     | B      |                       |
| 南菜々子   | みなみ ななこ   | 1987年6月15日（37歳）  | 東京都   | ななまる       | 1期      |                                                 | 163  | 96(G)  | 59       | 86     | A      | 2017年9月18日、解雇   |
| 綾部美佐   | あやべ みさ     | 1989年6月5日           | 茨城県   | みさみさ       | 2期      |                                                 | 148  | 88     | 54       | 83     | ?      |                       |
| 麻生英奈   | あそう えな     | 1985年12月10日         | 東京都   | フランソワ     | 2期      | ルピナスプロダクション                          | 165  | 88     | 58       | 88     | A      |                       |
| 小田ゆかり | おだ ゆかり     | 1988年11月9日          | 静岡県   | ゆかたん       | 2期      | スパイス                                        | 160  | 100(I) | 62       | 92     | O      |                       |
| 工藤のぞみ | くどう のぞみ   | 1991年10月28日         | 兵庫県   | のんちゃん     | 2期      |                                                 | 163  | 89     | 60       | 83     | B      | 2012年11月、脱退      |
| 小湊あや   | こみなと あや   | 1991年1月17日          | 神奈川県 | あやてぃん     | 2期      | ヒロプロジェクト                                | 149  | 87(G)  | 57       | 85     | A      | 2014年9月、解雇       |
| 千鶴       | ちづる          | 1989年9月8日           | 埼玉県   | ちづる         | 2期      | ラスタエンターテインメント                      | 158  | 93     | 59       | 84     | A      |                       |
| 野田結花   | のだ ゆうか     | 1992年3月5日           | 東京都   | ゆうかりん     | 2期      | ルピナスプロダクション                          | 158  | 95(H)  | 60       | 88     | A      |                       |
| 水沢優那   | みずさわ ゆうな | 1987年12月15日         | 神奈川県 |                | 2期      |                                                 | 151  | 100(I) | 56       | 86     | O      |                       |
| 山下れい   | やました れい   | 1991年1月8日           | 大阪府   | れっちん       | 2期      | ワナップ                                        | 171  | 90     | 59       | 87     | A      |                       |
| 吉野かおる | よしの かおる   | 1989年1月16日          | 埼玉県   | かおるん       | 2期      | ルースプロモーション                            | 163  | 88     | 63       | 86     | ?      |                       |
| 若原麻希   | わかはら まき   | 1985年11月16日         | 京都府   | わかさま       | 2期      | ルーナファクトリー                              | 164  | 92(H)  | 58       | 85     | B      |                       |
| 宇那       | うな            | 1989年9月2日           | 大阪府   |                | 4期      | アールスタイル                                  | 168  | 95     | 61       | 88     | O      |                       |
| 宮岡真央   | みやおか まお   | 1992年8月18日          | 東京都   |                | 4期      | CTU プロダクション事業部フォーシーズンズ        | 150  | 88     | 57       | 87     | O      | 2014年1月、卒業       |
| 芝崎めぐ   | しばさき めぐ   | 1990年1月8日           | 千葉県   | めめ           | 4期      | エクセルヒューマンエイジェンシー タレント事業部 | 168  | 92(F)  | 60       | 90     | B      | 2014年8月、失踪・脱退 |
| 遠藤優利   | えんどう ゆうり |                        | 北海道   |                | 5期      |                                                 |      | 90(F)  |          |        |        | 2014年6月、療養・脱退 |
| 武下もか   | たけした もか   | 1991年12月25日（33歳） | 東京都   | もかぴん       | 6期      | ヒロプロジェクト                                | 158  | 90(G)  | 60       | 87     | A      | 2017年8月17日、卒業   |
| ほのか雪乃 | ほのか ゆきの   | 1990年1月27日（35歳）  | 宮城県   | ゆっきー       | 6期      | ヒロプロジェクト                                | 164  | 84(F)  | 60       | 84     | O      | 2017年12月21日、卒業  |

## 作品

### シングル
1st Maxi Single
　KNU（2011.08.01）
1. I show it♪
2. KNU POP'S
3. 恋の常識
4. I show it♪ (Instrumental)
5. KNU POP'S (Instrumental)
6. 恋の常識 (Instrumental)
2nd Maxi Single
　yakusoku（2011.11.03）
1. yakusoku
2. yakusoku (Instrumental)
3rd Maxi Single
　今日の笑顔は明日の笑顔（2012.03.11）
1. 今日の笑顔は明日の笑顔
2. 今日の笑顔は明日の笑顔 (Instrumental)
4th Maxi Single
　君は孤高のドリーマー（2012）
1. 君は孤高のドリーマー
2. 君は孤高のドリーマー (Instrumental)
5th Maxi Single
　Brand New Day（2012）
1. Brand New Day
2. Brand New Day (Instrumental)
6th Maxi Single
　KNUはお好きですか?（2013.06.05）
1. KNUはお好きですか?(千葉テレビ放送『かすみTV DX』エンディングテーマ)
2. たわわ
3. KNUはお好きですか? (Instrumental)
4. たわわ (Instrumental)
7th Maxi Single
　START!（2013.06.05）
1. START!
2. TOUCH
3. START! (Instrumental)
4. TOUCH (Instrumental)
8th Maxi Single
　RAINbow in THE SKY TYPE-A（2013.11.20）
1. RAINbow in THE SKY
2. あまずっぱいスラッシュ
3. 暴飲暴SHOCK！
4. RAINbow in THE SKY (Instrumental)
5. あまずっぱいスラッシュ (Instrumental)
6. 暴飲暴SHOCK！ (Instrumental)
　RAINbow in THE SKY TYPE-B（2013.11.20）
1. RAINbow in THE SKY
2. 夏の記憶
3. クリクリ クリスマス
4. RAINbow in THE SKY (Instrumental)
5. 夏の記憶 (Instrumental)
6. クリクリ クリスマス (Instrumental)
9th Maxi Single
　一点突破、かたおもい。Type A （2014.12.10）
1. 一点突破、かたおもい。
2. OH!パイナップルLOVE
3. せのびの恋の矢
4. 一点突破、かたおもい。
5. OH!パイナップルLOVE
6. せのびの恋の矢
　一点突破、かたおもい。Type B （2014.12.10）
1. 一点突破、かたおもい。
2. お願いバスターズ
3. 秘蜜
4. 一点突破、かたおもい。(Instrumental)
5. お願いバスターズ (Instrumental)
6. 秘蜜 (Instrumental)
　一点突破、かたおもい。Type C （2014.12.10）
1. 一点突破、かたおもい。
2. 恋模様
3. 米 to 肉 you
4. 一点突破、かたおもい。(Instrumental)
5. 恋模様 (Instrumental)
6. 米 to 肉 you (Instrumental)
　一点突破、かたおもい。Type D （2014.12.10）
1. 一点突破、かたおもい。
2. ONE LOVE
3. ニーハオKNU
4. 一点突破、かたおもい。(Instrumental)
5. ONE LOVE (Instrumental)
6. ニーハオKNU (Instrumental)
10th Maxi Single
　GET YOUR DREAM TYPE-A「喜」（2015.12.8）
1.GET YOUR DREAM
2.無限大∞SUMMER STAGE
3.GET YOUR DREAM (Instrumental)
4.無限大∞SUMMER STAGE (Instrumental)
　GET YOUR DREAM TYPE-B「怒」（2015.12.8）
1.GET YOUR DREAM
2.THE BIG WORLD
3.GET YOUR DREAM (Instrumental)
4.THE BIG WORLD (Instrumental)
　GET YOUR DREAM TYPE-C「哀」（2015.12.8）
1.GET YOUR DREAM
2.好きといいたくて。
3.GET YOUR DREAM (Instrumental)
4.好きといいたくて。 (Instrumental)
　GET YOUR DREAM TYPE-D「楽」（2015.12.8）
1.GET YOUR DREAM
2.もう1度だけ・・・
3.GET YOUR DREAM (Instrumental)
4.もう1度だけ・・・ (Instrumental)
11th Maxi Single　（M∞Card）
　BIG BUST BEAT（2016.8.5）
1.BIG BUST BEAT
2.BIG BUST BEAT（instrumental）
Marine Cup Angels (仮面女子×ハニースパイス×KNU)
　　Come On,Marine Cup!（2016.12.3）(TOKYO MXテレビ『ヨロンマリンカップ2016』主題歌)
1.Come On,Marine Cup! (Marine Cup Angels ver.)
2.Come On,Marine Cup! (仮面女子 ver.)
3.Come On,Marine Cup! (ハニースパイス ver.)
4.Come On,Marine Cup! (KNU ver.)
5.Come On,Marine Cup! (カラオケ ver.)
12th Maxi Single
　ドキがムネムネ～2回目の初恋～ TYPE-A（2017.4.28）
1.ドキがムネムネ～2回目の初恋～
2.Never give up （Senpai）
3.ドキがムネムネ～2回目の初恋～(Instrumental)
4.Never give up(Instrumental)
　ドキがムネムネ～2回目の初恋～ TYPE-B（2017.4.28）
1.ドキがムネムネ～2回目の初恋～
2.STAND UP WOMAN （Senpai）
3.ドキがムネムネ～2回目の初恋～(Instrumental)
4.STAND UP WOMAN(Instrumental)
　ドキがムネムネ～2回目の初恋～ TYPE-C（2017.4.28）
1.ドキがムネムネ～2回目の初恋～
2.パラダイスッ☆脳内恋愛 （コボレンジャー）
3.ドキがムネムネ～2回目の初恋～(Instrumental)
4.パラダイスッ☆脳内恋愛(Instrumental)
　ドキがムネムネ～2回目の初恋～ TYPE-D（2017.4.28）
1.ドキがムネムネ～2回目の初恋～
2.それゆけコボレンジャー （コボレンジャー）
3.ドキがムネムネ～2回目の初恋～(Instrumental)
4.それゆけコボレンジャー(Instrumental)
KNU LAST ONEMAN LIVE DVD,Blu-ray 予約特典 非売品CD
　ありがとう、またね。（2018.6.24）
1.ありがとう、またね。
2.ありがとう、またね。(Instrumental)

### アルバム
1st mini album
『胸いっぱい』（2013.1.23）
1. YAKUSOKU
2. 君は孤高のDREAMER
3. Brand New Day
4. 今日の笑顔は明日の笑顔
5. 恋の常識
6. ボーナストラック

### 映像作品
1st DVD
KNU （2011.12.26）
『November 2011 live@SHIBUYA&KAWASASKI』
2nd DVD
KNU （2012.05.05）
『MIRACIOUS Christmas Party Live』
3rd DVD
KNU （2012）
『KNU CHRISTMAS 2011』
4th DVD
KNU （2012）
『@KAWASAKI&KICHIJOJI』
5th DVD
KNU （2012）
『初上陸』
6th DVD
KNU （）
『KNU 1st ワンマンDVD』
7th DVD
KNU （）
『KNU 2nd ワンマンDVD』

## 出演
テレビ放送
- 秋葉系アイドルチャンネル #8 (2011年10月28日、BS11)

にっかり、まりーな、かなぷぅ、エリカ氏、れっちん、ちぃやん、あやてぃん、かおるん
- 開店!SIRのパチスキ!（2016年5月20日、TOKYO MX）[50]
- ヨロンマリンカップ(2016年9月25日、10日02日、TOKYO MX）[51][52][53]
- ヨロンマリンカップ2(2017年8月20日、TOKYO MX）[54][55][56]

ラジオ放送
- KNUoNEWのお乳なキモチ（2022年11月17日 - 2023年12月21日、渋谷クロスFM）